# Viscosia leptolaima
Viscosia leptolaima är en rundmaskart som beskrevs av Hans August Kreis 1932. Viscosia leptolaima ingår i släktet Viscosia och familjen Oncholaimidae. Inga underarter finns listade i Catalogue of Life.